# 杨一怀
杨一怀（1933年—），辽宁沈阳人，中华人民共和国政治人物、外交官。

## 生平
1951年高中毕业，参加工作。1954年，进入外交学院学习法语。1959年毕业，进入中华人民共和国外交部工作，先后在外交部信使队、驻喀麦隆大使馆、驻黎巴嫩大使馆任职。1984年，任北京外交人员服务局副局长。1988年4月，出任中华人民共和国驻黎巴嫩大使。1992年7月，出任中华人民共和国驻毛里求斯大使兼驻塞舌尔大使。1993年12月，免兼驻塞舌尔大使。1995年4月，自驻毛里求斯大使离任。